# NGC 5505
NGC 5505 is een balkspiraalstelsel in het sterrenbeeld Ossenhoeder. Het hemelobject werd op 6 juni 1886 ontdekt door de Amerikaanse astronoom Lewis A. Swift.

## Synoniemen
- UGC 9092
- MCG 2-36-48
- ZWG 74.138
- KUG 1410+135
- IRAS 14101+1332
- PGC 50745